# Puente de Dutton Horse
El puente de Dutton Horse (nombre original en inglés: Dutton Horse Bridge o también Dutton Lower Horse Bridge) es una estructura peatonal de madera, que cruza mediante dos vanos la zona navegable del río Weaver, cerca de las localidades de Acton Bridge y Dutton en Cheshire, Inglaterra. El puente está ubicado entre las esclusas de Dutton y el viaducto de Dutton. Lleva el camino de sirga a través de un canal secundario utilizado para regular el nivel del agua, en el punto donde se reincorpora al cauce del río.
El puente, proyectado por John Arthur Saner, data de 1915-1919. Está catalogado en el National Heritage List for England como un monumento de Grado II. La lista lo describe como "una estructura elegante en la tradición funcional de las vías fluviales". Es uno de los primeros ejemplos conservados de una estructura de madera laminada, y también es posible que sea la única realizada con madera de palo verde en todo el país.

## Historia

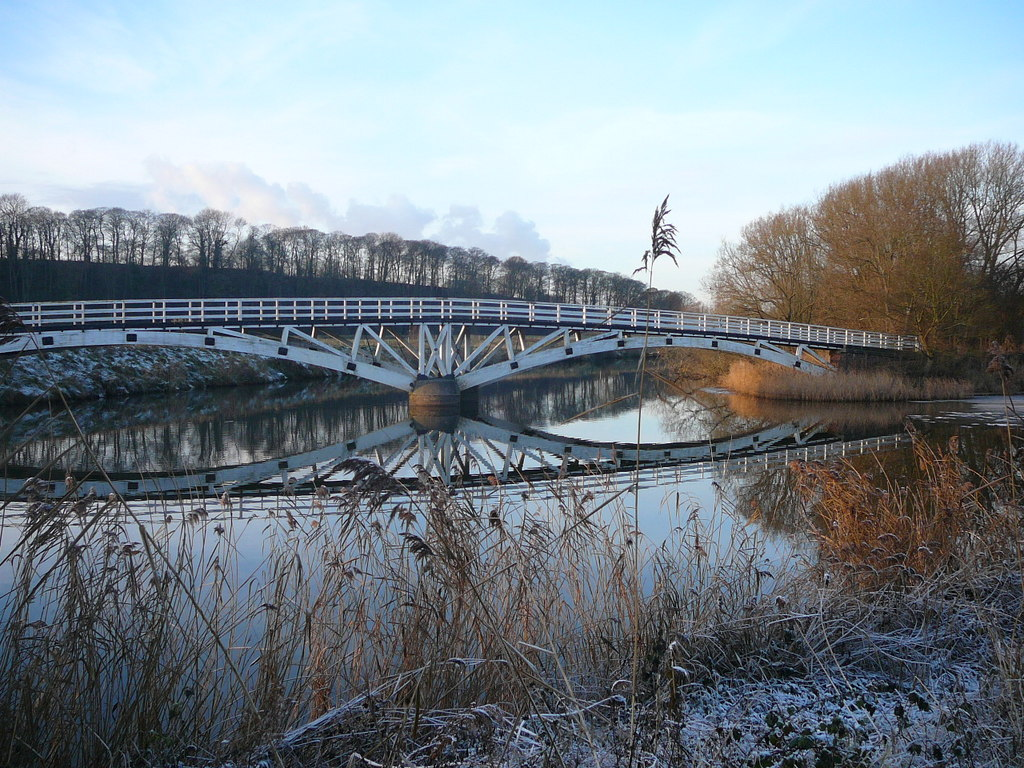
Vista lateral que muestra los montantes triangulados

J. A. Saner, el diseñador del puente, trabajó como ingeniero jefe del Weaver Navigation Trust de 1888 a 1934. Fue el responsable de muchas otras estructuras innovadoras sobre el río Weaver, como el puente Hayhurst y el puente Town de 1899 (ambos en Northwich), que se cree que son los dos primeros puentes giratorios operados eléctricamente en Gran Bretaña, así como la electrificación del ascensor de barcos de Anderton. El trabajo en el puente de Dutton Horse comenzó en 1915 (los planos de ingeniería de esa fecha fueron archivados por British Waterways), y se completó en junio de 1919. El puente se renovó en la década de 1990, cuando se descubrió que parte de la madera de palo verde sumergida todavía estaba intacta.

## Descripción
El puente está construido predominantemente con madera de palo verde. Tiene dos vanos, uno de 100 pies 7 plg (30,7 m) y otro de 101 pies 7 plg (31,0 m). Cada tramo consta de arcos de madera semielípticos emparejados de madera laminada mecánicamente, reforzados con puntales de madera triangulados, que también soportan la plataforma. Los arcos emparejados están arriostrados con puntales de fundición.
La plataforma del puente tiene un ancho de 8 pies (2,4 m), describiendo un arco suave. Dispone de barandillas sencillas de madera del tipo poste y barandilla. La plataforma se construyó originalmente con listones de madera revestidos con asfalto. El pilar central descansa sobre dos columnas cilíndricas conectadas de ladrillo relleno de hormigón. Los estribos están construidos con caballetes de ladrillo rematado con hormigón, que a su vez descansan sobre pilotes de madera enterrados. La carpintería está pintada de blanco y los herrajes de negro.

## Uso moderno
El valle del río Weaver está siendo acondicionado para promover el turismo. En 2002 se creó un área recreativa junto a las esclusas de Dutton, que incluye un banco del artista local Phil Bews para animar a los turistas a disfrutar de las vistas hacia el puente y el viaducto cercano. El camino de sirga que cruza el puente es un camino de herradura que forma parte del Aston Ring Bridleway.